# Протонный магнитный резонанс

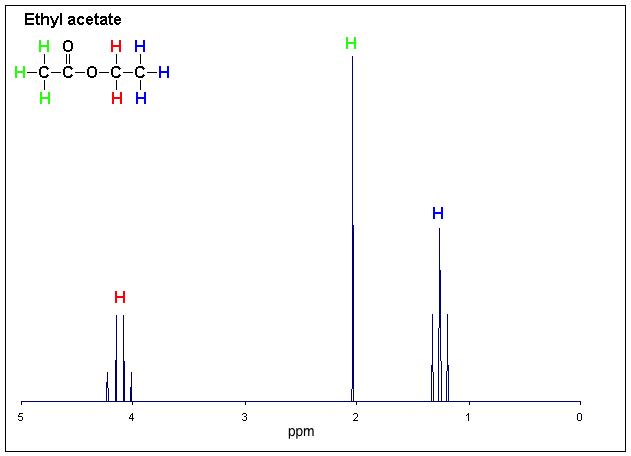
ПМР-спектр этилацетата

Прото́нный магни́тный резона́нс (ПМР) — аналитический метод в органической химии, использующийся для определения структуры молекул. Является подвидом ядерного магнитного резонанса на ядрах 1Н.
Условием для применения ПМР является наличие у ядра атома спинового момента, который вызывает магнитные взаимодействия ядра с внешним магнитным полем, взаимодействие ядер между собой, а также взаимодействие электронной оболочки одного атома с электронами всей молекулы. Положение и микроструктура резонансных линий, таким образом, напрямую зависят от химического окружения ядра атома. Поскольку протоны обладают спином, а водород присутствует почти во всех органических соединениях, протонный магнитный резонанс используется, как правило, для установления структуры органических молекул. ПМР используется также в магнитно-резонансной томографии — неинвазивном методе визуализации состояния органов человека и животных.